# Pagode
Pagode – taniec, który jest mieszanką samby z rytmami afrykańskimi. Powstał w Rio de Janeiro. Jego fanem jest Ronaldinho.
To odmiana brazylijskiej samby o nazwie samba pagode. Twórcami tego gatunku byli między innymi Adoniran Barbosa, Elis Regina,  Zeca Pagodinho, Leci Brandao, czy La Roda.
Dzisiaj grana również przez takie znakomitości jak: Beth Carvalho, Arlindo Cruz, Revelação, Fundou de Quintal.
Charakteryzuje się spokojniejszym rytmem, bardziej kameralnym klimatem, odpowiadającym warunkom klubowym.
Instrumenty wykorzystywane to przede wszystkim: Cavaquinho, Reco reco, Pandeiro, Rebolo, Tamborim.